# ألفريد جريكستي
ألفريد جريكستي (بالإنجليزية: Alfred Grixti)‏ (مواليد 21 أبريل 1943) هو سبّاح من مالطا، مثّل بلاده في الألعاب الأولمبية الصيفية 1960.

## روابط خارجية
ألفريد جريكستي على موقع الاتحاد الدولي للسباحة (الإنجليزية)
- ألفريد جريكستي على موقع أوليمبيديا (الإنجليزية)